# Episodi di Battlestar Galactica (prima stagione)
La prima stagione di Battlestar Galactica è stata trasmessa nel Regno Unito sul canale Sky One dal 18 ottobre 2004 al 24 gennaio 2005. Venne concepita come midseason, e per questo è composta da soli 13 episodi.
In Italia, la stagione è andata in onda su Fox dall'8 aprile al 20 maggio 2006.
| nº | Titolo originale                   | Titolo italiano          | Prima TV UK      | Prima TV Italia |
| -- | ---------------------------------- | ------------------------ | ---------------- | --------------- |
| 1  | 33                                 | 33 minuti                | 18 ottobre 2004  | 8 aprile 2006   |
| 2  | Water                              | Acqua                    | 25 ottobre 2004  | 8 aprile 2006   |
| 3  | Bastille Day                       | Sete di libertà          | 1 novembre 2004  | 15 aprile 2006  |
| 4  | Act of Contrition                  | Sacrificio estremo       | 8 novembre 2004  | 15 aprile 2006  |
| 5  | You Can't Go Home Again            | Ritorno a casa           | 15 novembre 2004 | 22 aprile 2006  |
| 6  | Litmus                             | Sacrificio esemplare     | 22 novembre 2004 | 22 aprile 2006  |
| 7  | Six Degrees of Separation          | La conversione di Baltar | 29 novembre 2004 | 29 aprile 2006  |
| 8  | Flesh and Bone                     | Minaccia nucleare        | 6 dicembre 2004  | 29 aprile 2006  |
| 9  | Tigh Me Up, Tigh Me Down           | Il rivelatore di Cyloni  | 13 dicembre 2004 | 6 maggio 2006   |
| 10 | The Hand of God                    | La profezia di Pitia     | 3 gennaio 2005   | 6 maggio 2006   |
| 11 | Colonial Day                       | L'ago della bilancia     | 10 gennaio 2005  | 13 maggio 2006  |
| 12 | Kobol's Last Gleaming: Part I & II | La missione di Kara      | 17 gennaio 2005  | 13 maggio 2006  |
| 13 | Kobol's Last Gleaming: Part I & II | La freccia di Apollo     | 24 gennaio 2005  | 20 maggio 2006  |

## 33 minuti
- Titolo originale: 33
- Diretto da: Michael Rymer
- Scritto da: Ronald D. Moore

### Trama
Dopo l'esodo dei superstiti dell'umanità dalle Colonie, la flotta è sottoposta a continui attacchi da parte dei Cyloni ogni 33 minuti. L'equipaggio è costretto ad affrontare le perdite subite e a resistere psicologicamente a causa della prolungata mancanza di riposo.
- Conto dei superstiti: 47.973

## Acqua
- Titolo originale: Water
- Diretto da: Marita Grabiak
- Scritto da: Ronald D. Moore

### Trama
Sharon Valerii trova nella propria borsa alcuni detonatori di esplosivo ad alto potenziale e, controllando in armeria, scopre che ne sono stati rubati altri 6. Temendo di esser accusata di essere un cylone, Sharon avverte solamente il Capo Galen Tyrol (con il quale ha un relazione sentimentale). Intanto un deposito di acqua esplode e questa si disperde nello spazio: la Battlestar Galactica si ritrova dunque senz'acqua e il Comandante Adamo è costretto ad ordinare di cercare acqua nel pianeti vicini. La navicella pilotata da Sharon individua acqua, ma il pilota scopre che sotto il sedile è presente l'ultimo detonatore ancora mancante. Al rientro avverte il capo Tyrol dell'accaduto e, ancora una volta, lui la copre. Durante una riunione tra Adamo, il Colonnello Tigh, il Presidente Roslin, Gaius Baltar ed il capitano Apollo, si decide di affiancare a Gaius un soldato per aiutarlo nel compito di scovare agenti cyloni con l'apparecchio da lui inventato, il "rivelatore di cyloni". Gaius è però preoccupato perché teme che il suo bluff venga scoperto e che tutti scoprano che il suo strumento non funziona. Intanto sulla colonia Caprica invasa dai Cyloni appare Sharon (un altro modello della stessa serie, visto che Sharon è presente sulla Galactica) che salva il tenente Helo, suo ex co-pilota, che aveva ceduto il suo posto nella nave al dottor Baltar.
- Conto dei superstiti: 47.973

## Sete di libertà
- Titolo originale: Bastille Day
- Diretto da: Alan Kroeker
- Scritto da: Toni Graphia

### Trama
Il recupero dell'acqua si rivela complicato e pericoloso, occorrono numerosi uomini. Si pensa di usare i detenuti rinchiusi in una nave della flotta con la promessa di "punti bonus" per la libertà. I detenuti capeggiati da Zarek (prigioniero politico condannato per atti di terrorismo contro il governo) si ribellano, il capitano Apollo è fatto prigioniero con altri membri del Galactica. Zarek chiede nuove elezioni per il governo della flotta, intanto la situazione sembra stia per sfuggire di mano, i marines di Adamo effettuano un'incursione e sparano contro Zarek che è salvato da Apollo, un prigioniero del Galactica rimane ferito, un detenuto muore ed Apollo è costretto a promettere che avverranno elezioni entro un anno, consapevole che la legge impone nuove elezioni entro 7 mesi. La crisi è scongiurata, il controllo della nave viene lasciato ai prigionieri che in cambio estraggono l'acqua. Intanto il presidente Roslin confessa ad Apollo di essere malata di cancro.
- Conto dei superstiti: 47.972

## Sacrificio estremo
- Titolo originale: Act of Contrition
- Diretto da: Rod Hardy
- Scritto da: Bradley Thompson e David Weddle

### Trama
Adamo intende reclutare nuovi piloti per i viper tra i civili, ed offre il posto di istruttore capo al Tenente Thrace (nome da battaglia Scorpion) che è però reticente.
Scorpion si sente in colpa. Prima dell'attacco Cylone, durante l'esame per il brevetto di pilota Scorpion aveva infatti favorito e promosso una recluta solo perché con questa aveva una relazione. La recluta Zack Adamo (figlio del comandante Adamo e fratello di Lee Adamo, il capitano Apollo) successivamente era morta a causa di una manovra errata. Thrace dunque boccia tutti i piloti reclutati durante il loro primo giorno, ma il comandante Adamo comprende i problemi di Scorpion. I piloti bocciati sono tutti reintegrati e si dimostrano particolarmente abili e coraggiosi. Durante un'esercitazione, una pattuglia di caccia cyloni attacca i novelli piloti. Scorpion ordina alle reclute di rientrare e attacca da sola un'intera squadriglia di cyloni, ad aiutarla solo una recluta disobbediente. Il viper di Kara è poi colpito ed il tenente è costretto ad abbandonare il mezzo mentre precipita su un pianeta.
Il presidente Roslin intanto decide di curare il suo tumore con medicine naturali, non riconosciute dalla medicina ufficiale.
Su Caprica Sharon ed Helo scoprono un segnale proveniente dalla flotta Interstellare e lo seguono, scoprendo medicine antiradiazioni e viveri in un bunker sotterraneo. I Cyloni intanto li osservano.

## Ritorno a casa
- Titolo originale: You Can't Go Home Again
- Diretto da: Sergio Mimica-Gezzanl
- Scritto da: Carla Robinson

### Trama
Adamo è disposto ad impiegare tutte le risorse per ritrovare il tenente Thrace disperso, anche a costo di lasciare la flotta scoperta, suscitando non pochi dissapori: è stata consumata la metà del carburante e numerosi caccia sono stati compromessi a causa della ricerca. Il comandante Adamo non si dà per vinto, ed anche se in base ai calcoli Scorpion è rimasta senz'aria, continua la ricerca. Il presidente interviene ed Adamo riconosce che la sua decisione di ricerca è dovuta a motivi personali, la ricerca dunque viene sospesa. Il tenente Thrace è viva, ferita ad una gamba, ed esplorando il pianeta trova un caccia cylone precipitato sul pianeta. Scopre anche che a guidarlo era un corpo Cylone di sostanza organica, che quindi necessita di ossigeno. Il tenente riesce inoltre a capire come fare funzionare la navicella e tenta di far rientro sul Galactica, però la sua imbarcazione è intercettata come nemica ed attaccata. Su Caprica, Helo e la copia di Sharon (nome da battaglia Boomer) combattono contro una squadriglia di Cyloni quando Boomer incredibilmente sparisce. Alla fine il tenente riuscirà, facendosi riconoscere grazie alla scritta "STAR BUCK" sulle ali del caccia Cylone, a tornare sulla Galactica

## Sacrificio esemplare
- Titolo originale: Litmus
- Diretto da: Rod Hardy
- Scritto da: Jeff Vlaming

### Trama
La relazione tra il capo Tyrol e Sharon continua ed i due violano leggi di sicurezza per stare assieme. Un cylone suicida si fa saltare a bordo del Galactica uccidendo alcuni soldati, forse approfittando di un'inadempienza compiuta da parte di Sharon per poter trascorre una notte con l'amante. Viene aperta un'inchiesta indipendente durante la quale un sottoposto si addossa la colpa del misfatto salvando il capo Tyrol dalla cella. L'inchiesta si chiude per intromissione del Comandante Adamo che teme si generi una caccia alle streghe. Il Capo decide a quel punto di interrompere la relazione con Sharon, e si domanda se realmente la sua ex amante abbia lasciato aperto il boccaporto attraverso cui è entrato il Cylone suicida. La sua domanda cade nel vuoto. Intanto in una conferenza stampa viene resa pubblica la notizia che i Cyloni possono assumere sembianze umane.
- Conto dei superstiti: 47.969

## La conversione di Baltar
- Titolo originale: Six Degrees of Separation
- Diretto da: Robert Young
- Scritto da: Michael Angeli

### Trama
Il dottore Gaius Baltar continua a vedere e a parlare con il cylone di cui si era innamorato prima della distruzione di Caprica, anche se reputa che questa donna sia solo frutto della sua immaginazione. Una ragazza di nome Godfrey identica al cylone della immaginazione di Baltar, si presenta ad Adamo con delle prove che accuserebbero il dottore di aver tradito la propria razza e venduto informazioni circa il sistema informatico delle colonie ai Cyloni. Il dottor Gaius, disperato per le accuse, si rivolge a Dio, nel quale sembra credere fortemente anche il cylone della sua immaginazione. In quel mentre si scopre che le prove portate da Godfray sono false. Intanto Godfrey scompare e non si riesce a trovarla in nessuna nave della flotta.
Il dottore esce rafforzato dalla crisi e la sua popolarità sale:è infatti per tutti un eroe che cerca di costruire un rivelatore di cyloni e che per questo subisce attacchi da parte dei robot.
Su Caprica tra Helo e la copia di Sharon intanto nasce una relazione.
Kara cerca di rimettersi in piedi.

## Minaccia nucleare
- Titolo originale: Flesh and Bone
- Diretto da: Brad Turner
- Scritto da: Toni Graphia

### Trama
Su una nave della flotta viene trovato un cylone con sembianze umane. Questo è interrogato e torturato dal tenente Kara Thrace. Il Cylone rivela di aver posizionato un ordigno nucleare a bordo di una nave della flotta ma stranamente sembra anche conoscere antefatti della vita del Tenente, ed afferma che Dio le ha riservato un destino speciale: trovare la Terra. Il prigioniero è poi interrogato dal presidente Roslin e a lei rivela che Adamo non è umano. Il rivela Cyloni del dottore Gaius prova intanto che Sharon è un Cylone, il dottore ha però paura che la donna possa fargli del male una volta venuta a conoscenza del risultato e trucca l'esito dell'accertamento. Su Caprica Sharon si ribella ai Cyloni e fa scappare Helo che intanto si è innamorato di lei.
- Conto dei superstiti: 47.905

## Il rivelatore di Cyloni
- Titolo originale: Tigh Me Up, Tigh Me Down
- Diretto da: Edward James Olmos
- Scritto da: Jeff Vlaming

### Trama
Negli ultimi tempi il comportamento di Adamo è strano, è distratto e trasmette in segreto messaggi dalla sua cabina. Durante un attacco nemico il comandante inoltre sparisce per riapparire con Ellen Tigh, moglie del colonnello, anche se teme che lei sia un cylone.
La presenza della donna con il suo comportamento libertino e falso complica i rapporti tra gli uomini dell'equipaggio, specialmente tra il comandante Adamo ed il colonnello Tigh.
Intanto vengono effettuate le prime analisi con il rivelatore di Cyloni del dottor Gaius Baltar, il quale camuffa i risultati dei test, facendo "passare" tutti come umani.
- Conto dei superstiti: 47.905

## La profezia di Pitia
- Titolo originale: The Hand of God
- Diretto da: Jeff Woolnough
- Scritto da: Bradley Thompson e David Weddle

### Trama
La scorta di combustibile sta per finire ed i piloti della Battlestar sono costretti a cercarlo nello spazio. Scoprono un asteroide ricco di minerale ma presidiato dai Cyloni. Il capitano Adamo è costretto ad ordinare un attacco molto difficile e rischioso sfruttando navi civili: il fallimento dell'attacco potrebbe compromettere per sempre l'intera flotta. Il piano è coordinato dal dottor Baltar che è convinto di aver avuto l'aiuto di Dio. Il presidente Roslin intanto sotto l'effetto di cure "non convenzionali" ha alcune visioni. Queste sono interpretate come alcuni segni di una vecchia profezia, secondo la quale l'umanità, quasi totalmente distrutta, avrebbe raggiunto la Terra, e alla guida delle "navi dei cieli" sarebbe stata una persona gravemente malata e in fin di vita. Alla fine, con un po' di inventiva, riusciranno a distruggere la raffineria Cylone sull'asteroide, al prezzo di qualche perdita fra i piloti Viper.

## L'ago della bilancia
- Titolo originale: Colonial Day
- Diretto da: Jonas Pate
- Scritto da: Carla Robinson

### Trama
Durante una riunione dei rappresentanti delle colonie si è costretti a votare per l'elezione del Vice Presidente e l'ex detenuto e terrorista Tom Zarek si presenta e riscuote molti successi. Il presidente Roslin propone il dottor Baltar come suo candidato. La lotta è all'ultimo voto, e alla fine il dottor Baltar ne esce vittorioso per un solo voto. Helo, su Caprica, scopre una copia di Sharon ed incomincia a capire che potrebbe essere un Cylone.

## La missione di Kara
- Titolo originale: Kobol's Last Gleaming: Part I
- Diretto da: Michael Rymer
- Scritto da: Ronald D. Moore

### Trama
I rapporti tra alcuni membri del Galactica si deteriorano: la relazione tra Gaius ed il tenente Kara Thrace fa ingelosire (rispettivamente) la Cylone Numero Sei (che esiste solo nella mente di Gaius) ed il capitano Lee Adamo.
La salute del presidente Roslin continua a peggiorare, e continuano le sue visioni dovute (forse) alla terapia antitumorale che lei assume. Viene intanto scoperto un pianeta con resti di una civiltà antica, il pianeta potrebbe essere Kobol, che secondo la profezia dovrebbe contenere indicazioni per raggiungere la Terra. Gaius (su consiglio di Numero Sei) partecipa ad un'esplorazione del pianeta e lascia il Galactica, sulla quale potrebbe accadere qualcosa di orribile. La squadriglia di esplorazione però è attaccata dai Cyloni e la nave precipita sul pianeta. Il presidente convince (in opposizione all'ordine di Adamo) il tenente Thrace ad usare il raptor Cylone per tornare a Caprica per recuperare la freccia di Apollo, necessaria per trovare su Kobol le indicazioni per la terra.
Intanto, a Caprica, Helo spara a Boomer mentre l'altra copia di Sharon (sul Galactica) tenta il suicidio temendo di poter far del male a qualcuno.
- Conto dei superstiti: 47.897

## La freccia di Apollo
- Titolo originale: Kobol's Last Gleaming: Part II
- Diretto da: Michael Rymer
- Scritto da: David Eick

### Trama
Adamo ordina un colpo di Stato contro il presidente Roslin colpevole di aver convinto il tenente Thrace ad andare su Caprica. Il presidente ed il capitano Apollo (colpevole di insubordinazione) sono arrestati.
La cylone Sharon del Galactica viene mandata in missione per distruggere la nave cylone che sorveglia Kobol e qui scopre altre copie di sé stessa. Tornate sulla nave spara al comandante Adamo. Su Caprica il tenente Thrace combatte contro Numero Sei per la freccia di Apollo ed in quel mentre rincontra Helo e l'altra copia di Sharon che dichiara di essere incinta.
- Conto dei superstiti: 47.887